# Gonneville-la-Mallet
Pour les articles homonymes, voir Gonneville (homonymie) et Mallet.
Gonneville-la-Mallet est une commune française située dans le département de la Seine-Maritime en région Normandie.

## Géographie

### Localisation
|                      | Beaurepaire          | Villainville             |
| Saint-Jouin-Bruneval | Gonneville-la-Mallet | Anglesqueville-l'Esneval |
|                      | Saint-Martin-du-Bec  | Turretot                 |

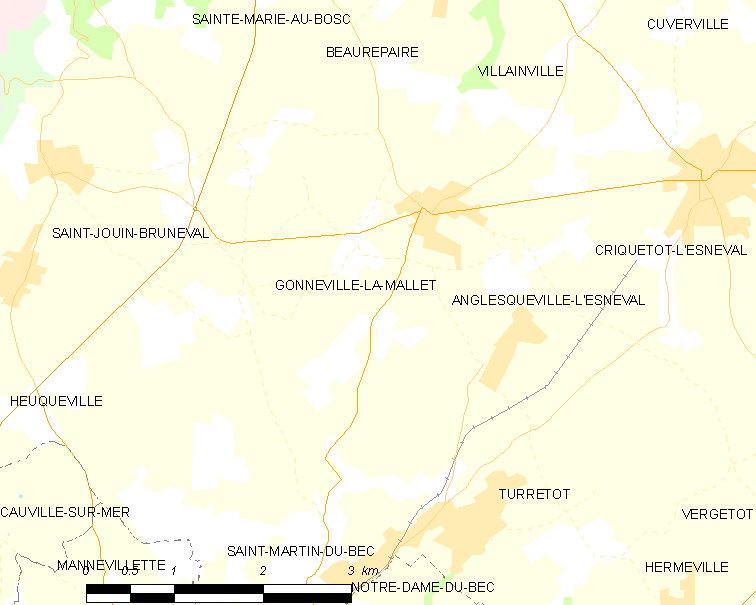
Carte de la commune.
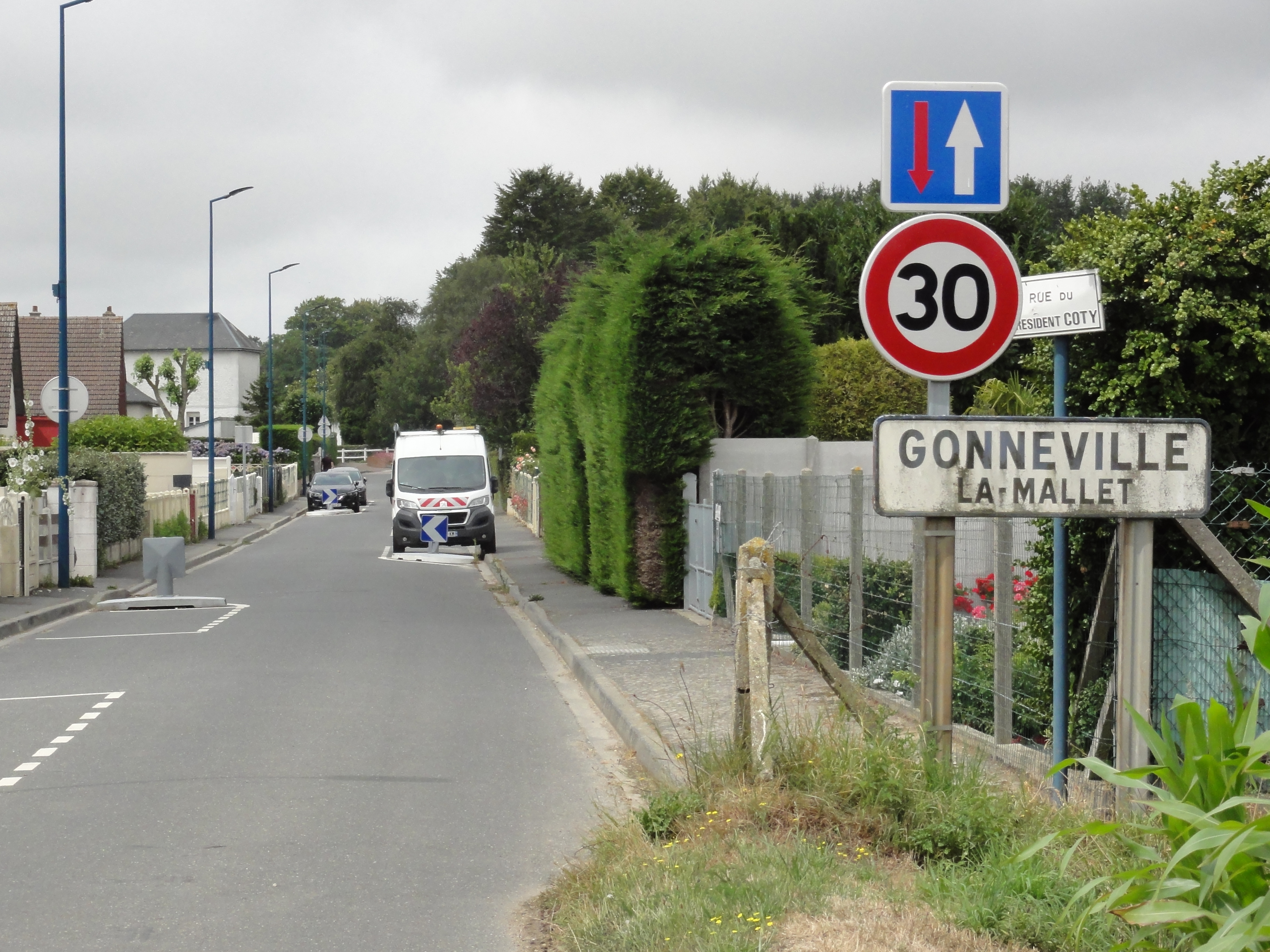
Entrée de l'agglomération.

### Hydrographie
La commune est située dans le bassin Seine-Normandie. Elle n'est drainée par aucun cours d'eau,.

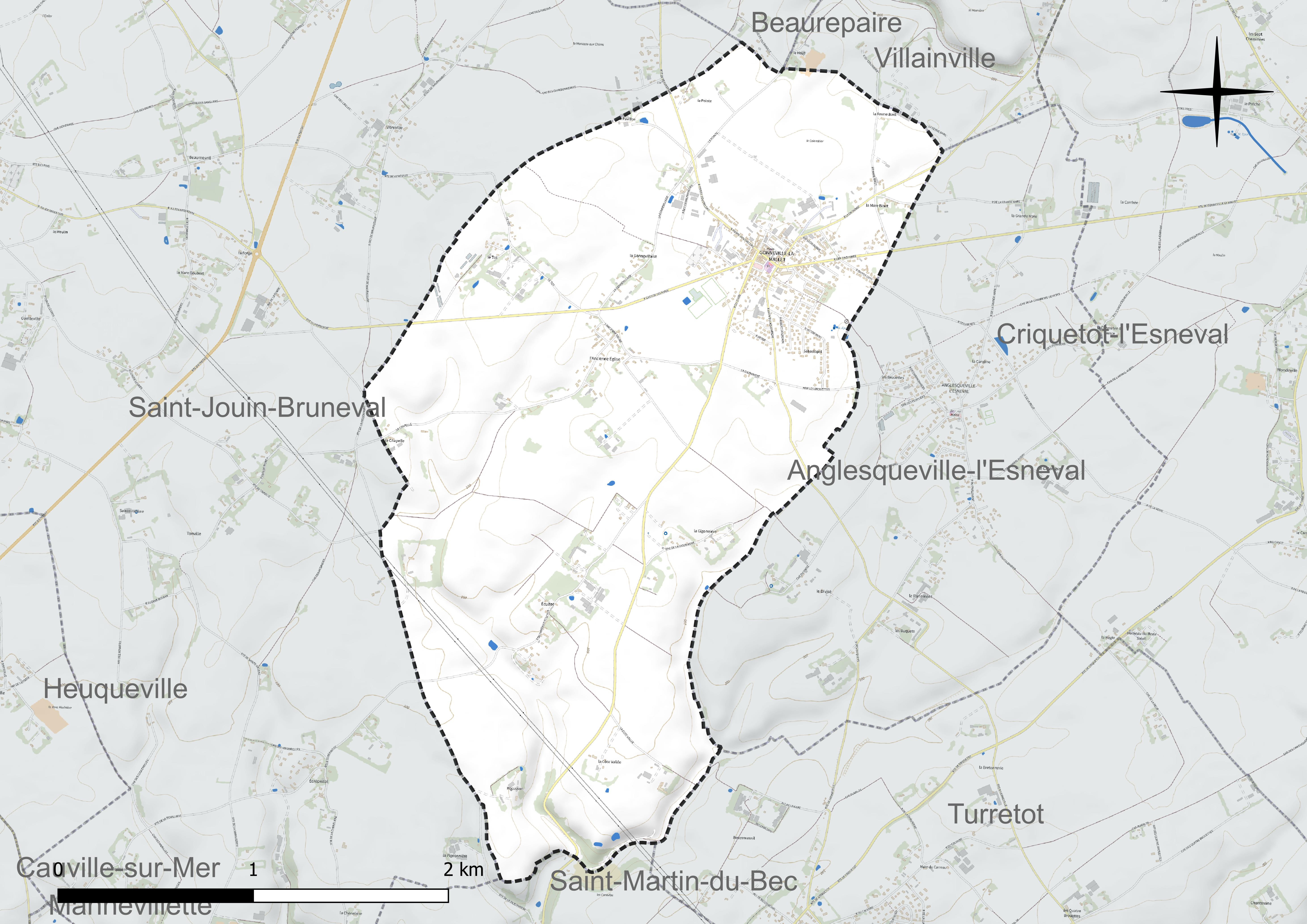
Réseau hydrographique de Gonneville-la-Mallet.

### Climat
Pour des articles plus généraux, voir Climat de la Normandie et Climat de la Seine-Maritime.
En 2010, le climat de la commune est de type climat océanique franc, selon une étude du CNRS s'appuyant sur une série de données couvrant la période 1971-2000. En 2020, Météo-France publie une typologie des climats de la France métropolitaine dans laquelle la commune est exposée à un climat océanique et est dans la région climatique Côtes de la Manche orientale, caractérisée par un faible ensoleillement (1 550 h/an) ; forte humidité de l’air (plus de 20 h/jour avec humidité relative > 80 % en hiver), vents forts fréquents. Parallèlement le GIEC normand, un groupe régional d’experts sur le climat, différencie quant à lui, dans une étude de 2020, trois grands types de climats pour la région Normandie, nuancés à une échelle plus fine par les facteurs géographiques locaux. La commune est, selon ce zonage, exposée à un « climat maritime », correspondant au Pays de Caux, frais, humide et pluvieux, légèrement plus frais que dans le Cotentin.
Pour la période 1971-2000, la température annuelle moyenne est de 10,1 °C, avec une amplitude thermique annuelle de 12,7 °C. Le cumul annuel moyen de précipitations est de 997 mm, avec 13,4 jours de précipitations en janvier et 8,9 jours en juillet. Pour la période 1991-2020, la température moyenne annuelle observée sur la station météorologique la plus proche, située sur la commune de Octeville-sur-Mer à 12 km à vol d'oiseau, est de 11,5 °C et le cumul annuel moyen de précipitations est de 790,7 mm,. Pour l'avenir, les paramètres climatiques de la commune estimés pour 2050 selon différents scénarios d'émission de gaz à effet de serre sont consultables sur un site dédié publié par Météo-France en novembre 2022.

## Urbanisme

### Typologie
Au 1er janvier 2024, Gonneville-la-Mallet est catégorisée bourg rural, selon la nouvelle grille communale de densité à sept niveaux définie par l'Insee en 2022.
Elle est située hors unité urbaine. Par ailleurs la commune fait partie de l'aire d'attraction du Havre, dont elle est une commune de la couronne,. Cette aire, qui regroupe 116 communes, est catégorisée dans les aires de 200 000 à moins de 700 000 habitants,.

### Occupation des sols
L'occupation des sols de la commune, telle qu'elle ressort de la base de données européenne d’occupation biophysique des sols Corine Land Cover (CLC), est marquée par l'importance des territoires agricoles (93,2 % en 2018), en diminution par rapport à 1990 (94,4 %). La répartition détaillée en 2018 est la suivante : 
terres arables (80,5 %), prairies (9,1 %), zones urbanisées (6,8 %), zones agricoles hétérogènes (3,6 %). L'évolution de l’occupation des sols de la commune et de ses infrastructures peut être observée sur les différentes représentations cartographiques du territoire : la carte de Cassini (XVIIIe siècle), la carte d'état-major (1820-1866) et les cartes ou photos aériennes de l'IGN pour la période actuelle (1950 à aujourd'hui).

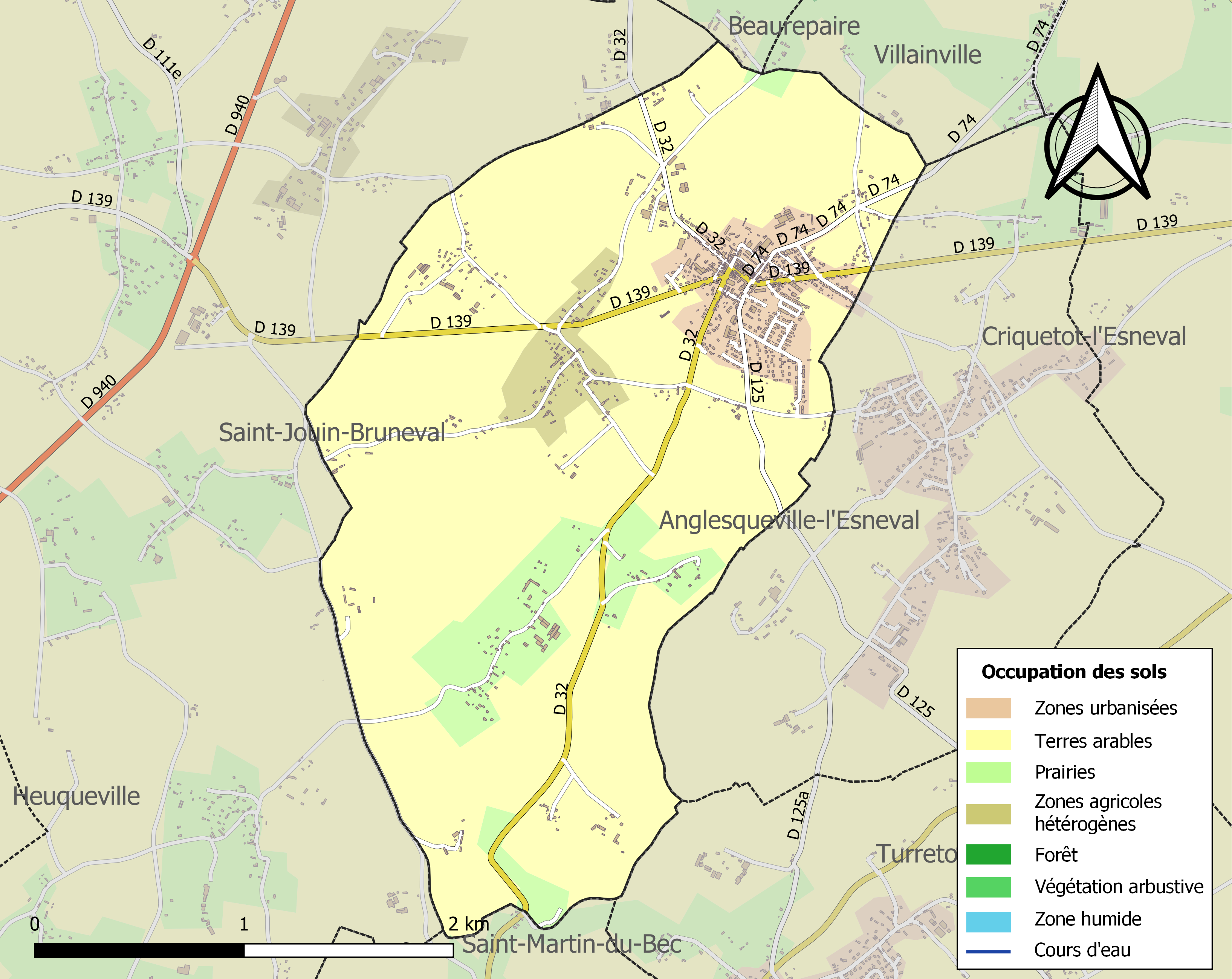
Carte des infrastructures et de l'occupation des sols de la commune en 2018 (CLC).

## Toponymie
Le nom de la localité est attesté sous la forme Gonnevilla au XIIe siècle; Saint Pierre de Gonneville la Mallet en 1618.
Le qualificatif, attesté seulement en 1618, est emprunté à la famille Mallet.

## Histoire
En 1633, Louis XIII donne son autorisation à Nicolas L'Escholier, seigneur de Gonneville, à ouvrir un marché le mercredi ainsi qu'une foire aux bestiaux deux fois par an dans la cour du château. Ce marché venait concurrencer celui de Criquetot-l'Esneval, car il était situé sur le passage des clients. Sa mise en place fut longue et laborieuse, mais sa réussite rapide. En 1689, il est constaté que la plupart des habitués de Criquetot s’étaient réunis sur le marché de Gonneville.
François Claude Fauste, Marquis de Bourbon Conti, est le fils de Louis François de Bourbon (1717-1776) prince débauché, écarté de Versailles par la Pompadour et exilé dans ses terres en août 1771 pour avoir dirigé contre René Nicolas de Maupeou l’opposition des Princes de Sang.
Gigon, un rebouteux (« empirique de la contrée »), applique à Louis François de Bourbon un remède pour une maladie de peau, lui rendant ainsi la santé. Pour lui témoigner sa gratitude, Louis François de Bourbon lui offre une ferme dans un hameau du village qui s’appelle aujourd’hui La Gigonnière.
En 1766 est fondé l’Hôtel de France autour du Marché, qui prend ensuite le nom d’Hôtellerie des Vieux Plats près d’un siècle plus tard lors de son rachat par l'artiste et collectionneur Edmond Aubourg.

En 1793, le marché prospère quand survient la Révolution. Bouleversé dans sa forme et son organisation au fil des événements, il retrouve son mercredi traditionnel en 1806 et se développe à nouveau. 

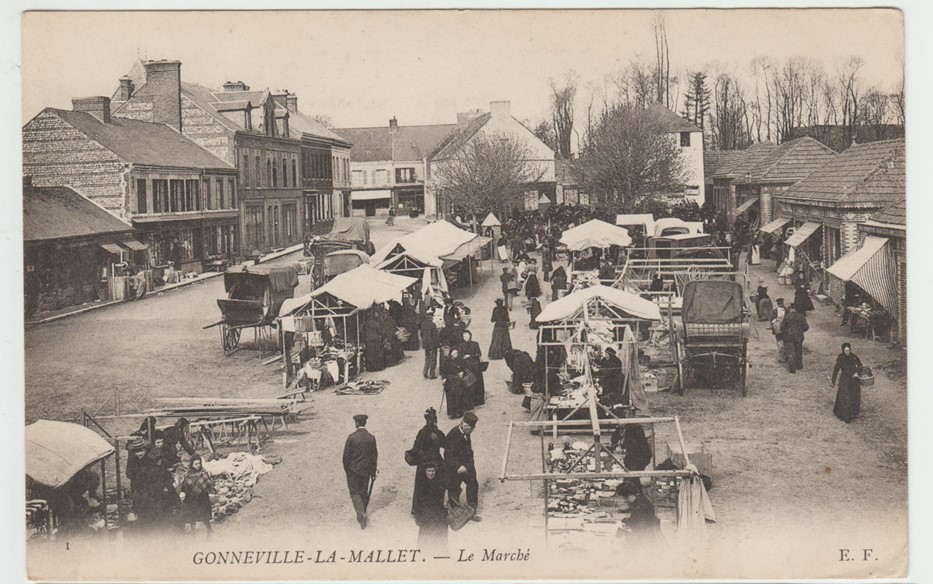
Photographie ancienne du marché de Gonneville-la-Mallet.

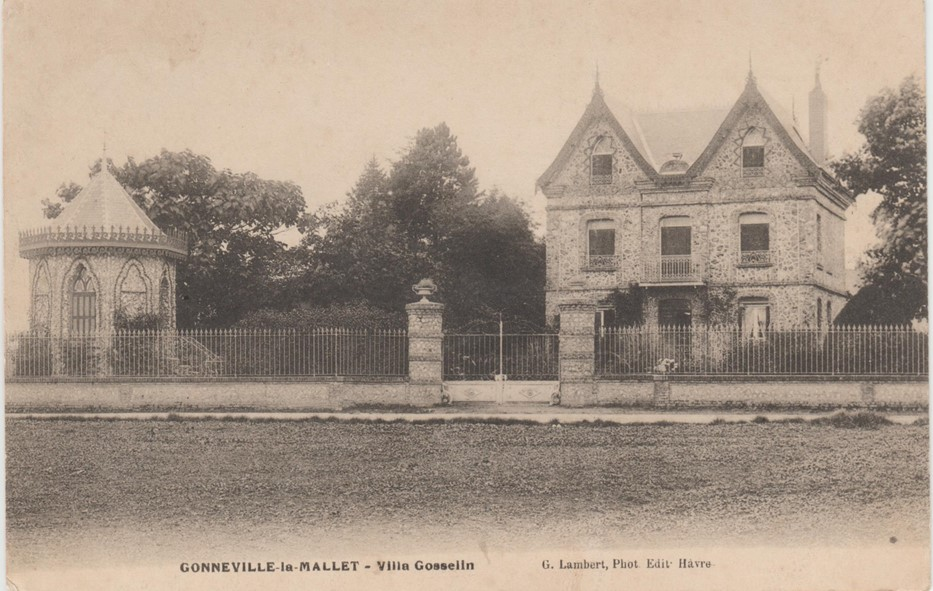
Photographie ancienne de la Villa Gosselin à Gonneville-la-Mallet.

Après une nouvelle querelle avec les notables de Criquetot, la commune de Gonneville rachète la place du marché avec les halles et les hangars en 1807. C’est une ère nouvelle qui débute pour Gonneville avec Pierre Isaac Gosselin (1791-1839). Cet armateur, négrier de confession protestante, s’installe à Gonneville au Château Conti. Il entame la construction du bourg, d’abord par l’édification de maisons du nº3 actuel jusqu’au nº29 de la rue Capitaine Gosselin. Chaque maison devait être identique à la précédente, avec une petite mansarde dont quelques-unes sont encore visibles.
En 1808, Gonneville obtient l’autorisation de tenir deux nouvelles foires. En 1825, Pierre Isaac Gosselin décide la construction de l’église, celle sise à l’actuel Hameau de l’Ancienne Église tombant en ruine.
Par la suite, en accédant à la mairie en 1836, Pierre-Isaac Gosselin incite au développement de l’activité de la commune autour du marché en en faisant le centre du village. Des maisons et des boutiques voient alors le jour autour du marché. En 1865, le marché est agrandi par l’acquisition d’un verger de 28 ares.
En 1850, Edmond Aubourg reprend l’Hôtel de France qu’il rebaptise Hôtel des Vieux Plats.Cet hôtel fut, par la suite, très prisé des écrivains et artistes de l'époque contemporaine, ayant été fréquenté par Claude Monet, Guy de Maupassant et André Gide.
En 1883 est construite la Halle au Blé, puis les Hallettes toujours existantes, sur la place du marché du village.
En 1893 est bâti le complexe mairie-école. Nicolas Dupré lègue un terrain à la commune qui devient le cimetière actuel.
Au XXe siècle, le socle du bourg étant constitué, la commune s'agrandit autour de son centre-bourg qui continue à accueillir un marché le mercredi matin.

## Politique et administration
| Période                                  | Période                    | Identité       | Étiquette | Qualité                                                                                                |
| ---------------------------------------- | -------------------------- | -------------- | --------- | --- |
| Les données manquantes sont à compléter. |                            |                |           | |
| mars 1989                                | En cours (au 10 août 2020) | Hervé Lepileur | DVG       | Vice-président de la CC du canton de Criquetot-l'Esneval (2014 → 2018) Réélu pour le mandat 2020-2026, |

## Démographie
L'évolution du nombre d'habitants est connue à travers les recensements de la population effectués dans la commune depuis 1793. Pour les communes de moins de 10 000 habitants, une enquête de recensement portant sur toute la population est réalisée tous les cinq ans, les populations de référence des années intermédiaires étant quant à elles estimées par interpolation ou extrapolation. Pour la commune, le premier recensement exhaustif entrant dans le cadre du nouveau dispositif a été réalisé en 2007.

En 2022, la commune comptait 1 351 habitants, en évolution de +1,35 % par rapport à 2016 (Seine-Maritime : +0,35 %, France hors Mayotte : +2,11 %).
| 1793 | 1800 | 1806 | 1821 | 1831 | 1836 | 1841 | 1846 | 1851 |
| ---- | ---- | ---- | ---- | ---- | ---- | ---- | ---- | ---- |
| 460  | 465  | 438  | 480  | 745  | 779  | 689  | 664  | 692  |

| 1856 | 1861 | 1866 | 1872 | 1876 | 1881 | 1886 | 1891 | 1896 |
| ---- | ---- | ---- | ---- | ---- | ---- | ---- | ---- | ---- |
| 806  | 901  | 898  | 827  | 878  | 837  | 847  | 814  | 801  |

| 1901 | 1906 | 1911 | 1921 | 1926 | 1931 | 1936 | 1946 | 1954 |
| ---- | ---- | ---- | ---- | ---- | ---- | ---- | ---- | ---- |
| 807  | 783  | 785  | 773  | 772  | 795  | 762  | 918  | 871  |

| 1962 | 1968 | 1975 | 1982  | 1990  | 1999  | 2006  | 2007  | 2012  |
| ---- | ---- | ---- | ----- | ----- | ----- | ----- | ----- | ----- |
| 858  | 809  | 868  | 1 037 | 1 166 | 1 139 | 1 233 | 1 246 | 1 330 |

| 2017  | 2022  | - | - | - | - | - | - | - |
| ----- | ----- | - | - | - | - | - | - | - |
| 1 334 | 1 351 | - | - | - | - | - | - | - |

## Culture locale et patrimoine

### Lieux et monuments
- Église Saint-Pierre.
- Monument aux morts.
- L'hostellerie des Vieux Plats, ancien hôtel-restaurant aujourd'hui fermé, possédant des œuvres de différents peintres. Y sont venues des personnalités comme Alexandre Dumas, Eugène Boudin, Claude Monet, Jules Massenet, Guy de Maupassant, André Gide, Maurice Leblanc, Jean-Paul Sartre...

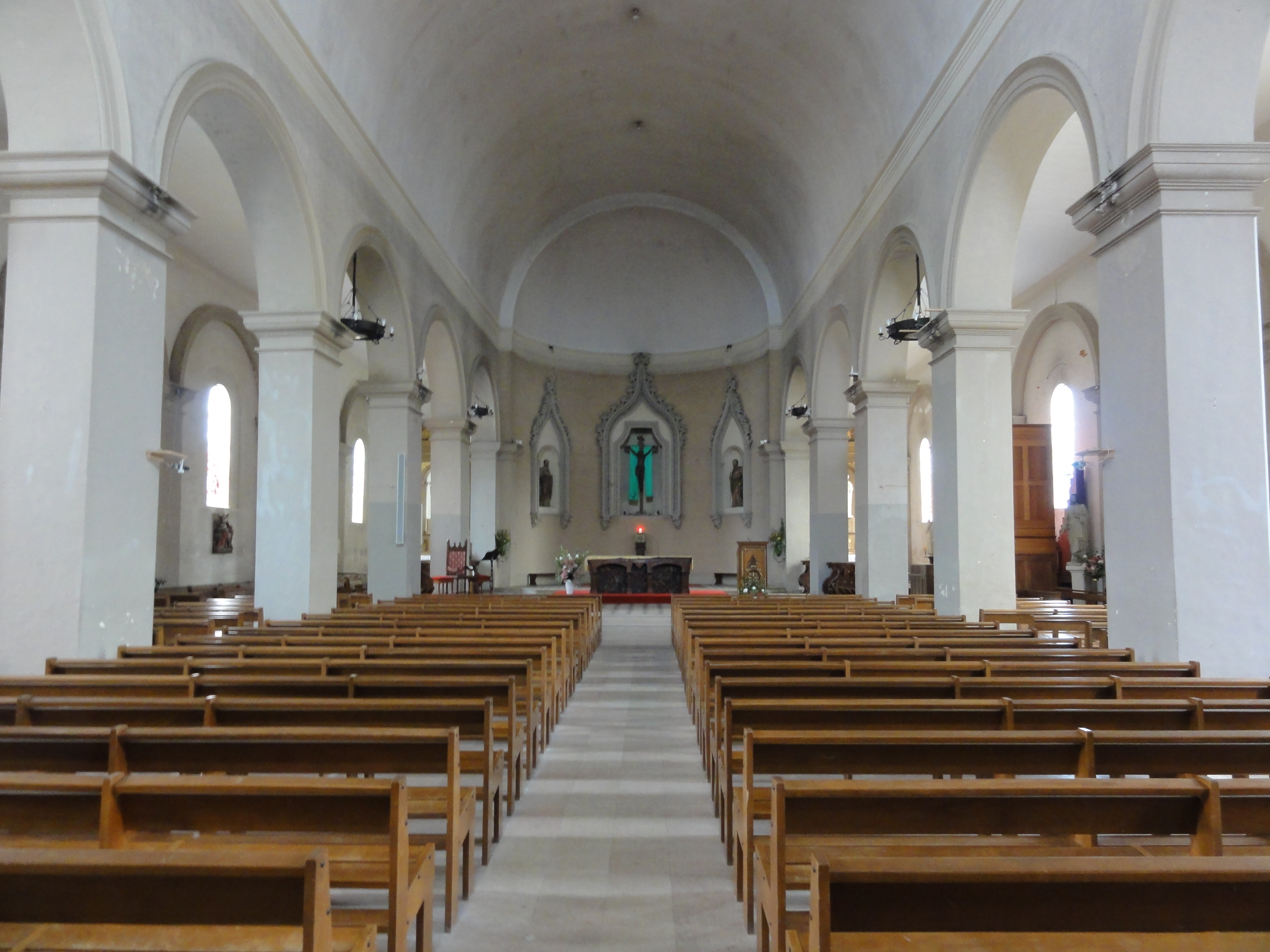
Intérieur de l'église Saint-Pierre.
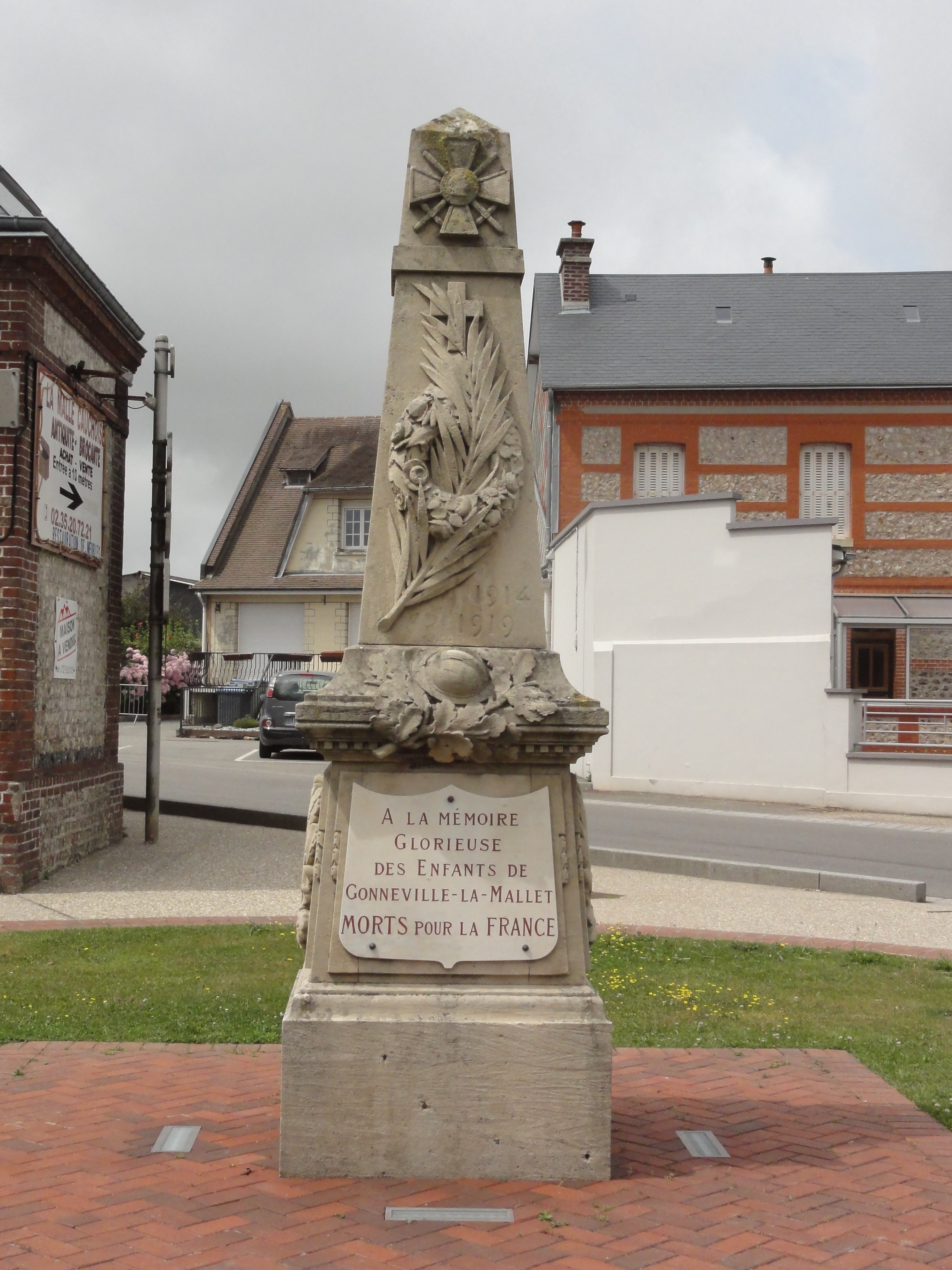
Monument aux morts.
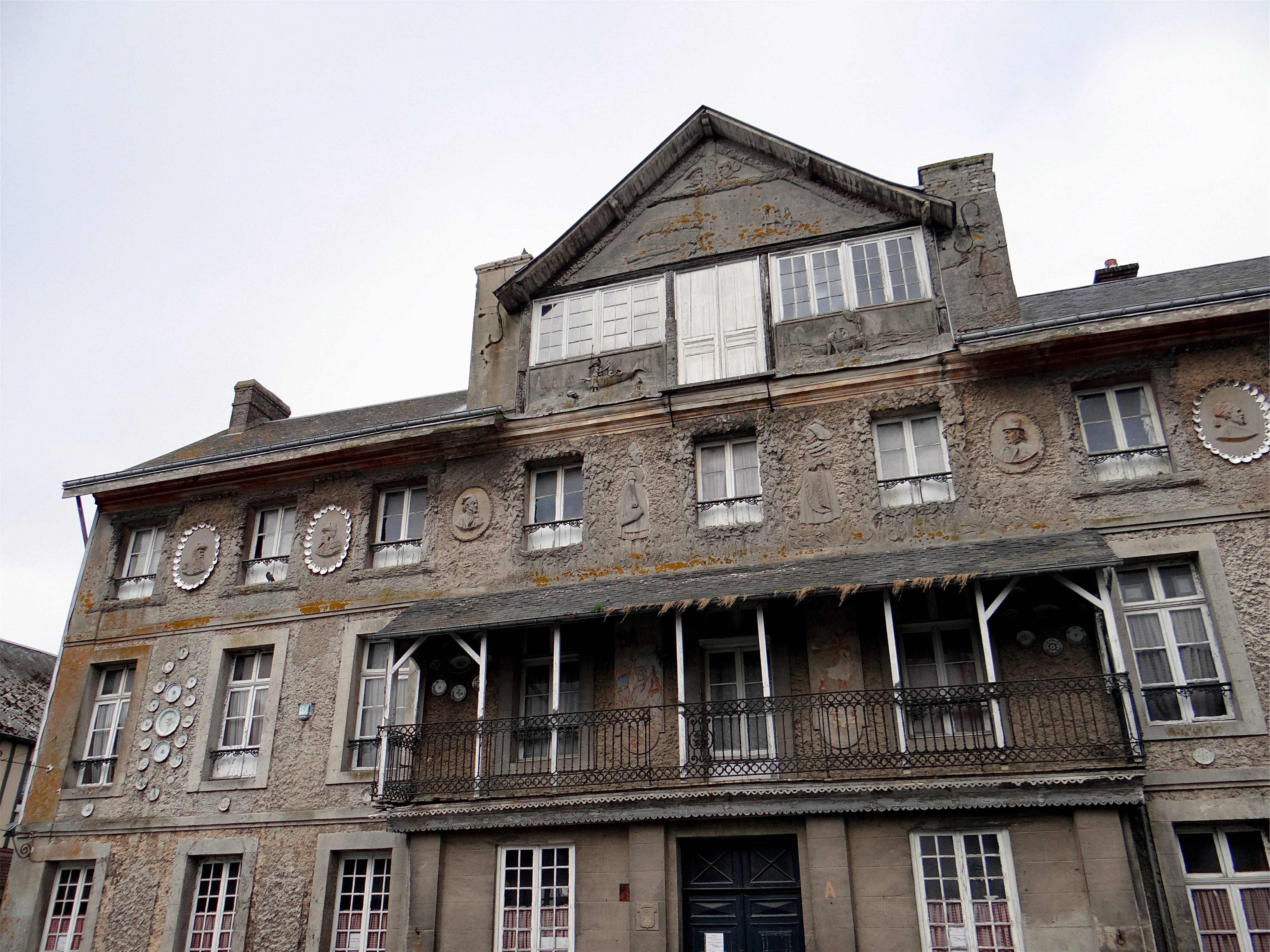
L'hostellerie des Vieux Plats.
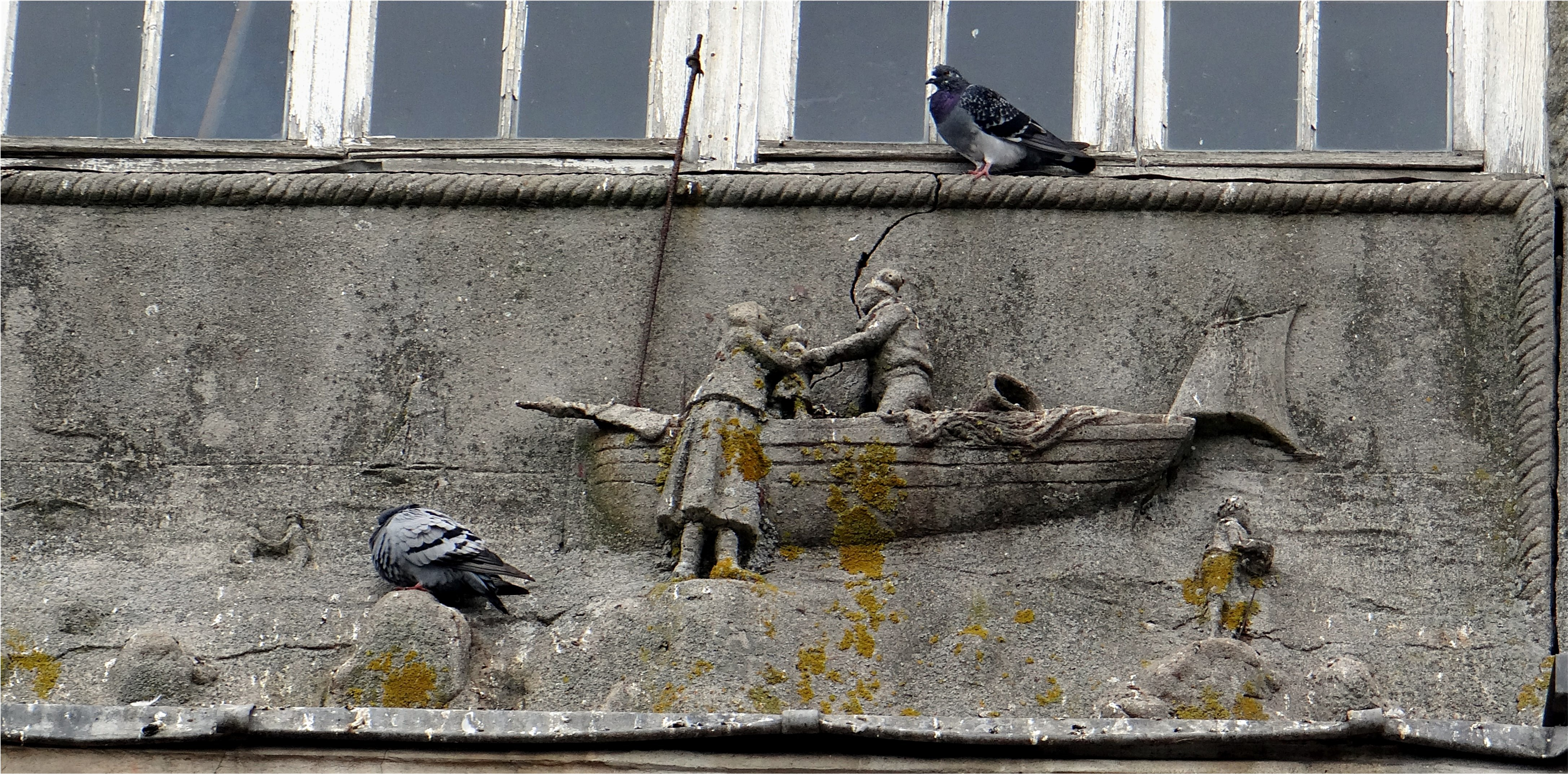
L'hostellerie des Vieux Plats, un des reliefs sur la façade.

- Les Hallettes ont été construites en deux phases, premièrement en 1880 puis en 1883 où l’on bâti également la Halle au Blé. Ces nouvelles hallettes en remplacèrent d’autres construites en matériaux plus légers. Ces bâtiments étaient mis à la disposition des commerçants pour les jours de marché et louées pour six années par adjudication, celles-ci se tenant à la Mairie[19].

### Personnalités liées à la commune
- Séraphin-Médéric Mieusement (1840-1905), photographe

### Héraldique
| Armes de Gonneville-la-Mallet | Les armes de la commune de Gonneville-la-Mallet se blasonnent ainsi : De gueules à trois fermaux d’or. |